# Dell (Montana)
Dell é uma comunidade não incorporada no condado de Beaverhead, estado de Montana, nos Estados Unidos . Se bem que seja uma comunidade não incorporada e pouco habitada, possui uma estação de correios com código zip (caixa/código postal) 59724.  Dell fica situada na Big Sheep Road próximo da I-15 e a noroeste de  Lima.

## Clima
De acordo com a classificação climática de Köppen-Geiger Dell tem um clima semiárido  abreviado "BSk" .